# Classica di San Sebastián 2009
La Classica di San Sebastián 2009, ventinovesima edizione della corsa, si svolse il 1º agosto 2009 su un percorso totale di 237 km. Fu vinto dallo spagnolo Carlos Barredo che terminò la gara in 5h37'00".

## Percorso
Il percorso prevedeva un anello in senso antiorario, con partenza da San Sebastián, da cui poi si portava verso sud-est raggiungendo il punto più alto e lontano dalla città, l'Alto de Udana (574 m s.l.m.). Dopodiché ritornava indietro passando per i sobborghi meridionali della città di partenza, prima di spostarsi verso est e scalare lo Jaizkibel ed infine ritornare a San Sebastián.

## Squadre e corridori partecipanti
Dato che la corsa fa parte del calendario dell UCI ProTour, tutte le 18 squadre ProTour sono state ammesse automaticamente. Una wildcard è stata concessa alla Contentpolis-Ampo, un Professional Continental team, portando a 19 il numero di squadre partecipanti.
Le squadre erano composte da otto corridori ciascuna e 143 atleti hanno preso il via.
| N.    | Cod. | Squadra           |
| ----- | ---- | ----------------- |
| 1-8   | GCE  | Caisse d'Epargne  |
| 11-18 | THR  | Team Columbia-HTC |
| 21-28 | AST  | Astana Team       |
| 31-38 | LIQ  | Liquigas          |
| 41-48 | QST  | Quick Step        |
| 51-58 | KAT  | Team Katusha      |
| 61-68 | SAX  | Team Saxo Bank    |
| 71-78 | SIL  | Silence-Lotto     |
| 81-88 | RAB  | Rabobank          |
| 91-98 | EUS  | Euskaltel-Euskadi |

| N.      | Cod. | Squadra                |
| ------- | ---- | ---------------------- |
| 101-108 | LAM  | Lampre-N.G.C.          |
| 111-118 | GRM  | Team Garmin-Slipstream |
| 121-128 | ALM  | AG2R La Mondiale       |
| 131-138 | COF  | Cofidis                |
| 141-148 | FDJ  | Française des Jeux     |
| 151-158 | MRM  | Team Milram            |
| 161-168 | BBO  | Bbox Bouygues Telecom  |
| 171-178 | FUJ  | Fuji-Servetto          |
| 181-188 | CNM  | Contentpolis-Ampo      |

## Ordine d'arrivo (Top 10)
| Pos. | Corridore         | Squadra       | Tempo    |
| ---- | ----------------- | ------------- | -------- |
| 1    | Carlos Barredo    | Quick Step    | 5h37'00" |
| 2    | Roman Kreuziger   | Liquigas      | s.t.     |
| 3    | Mickaël Delage    | Silence       | a 7"     |
| 4    | Peter Velits      | Team Milram   | s.t.     |
| 5    | Ryder Hesjedal    | Garmin        | s.t.     |
| 6    | Filippo Pozzato   | Team Katusha  | s.t.     |
| 7    | Christophe Riblon | AG2R La Mond. | s.t.     |
| 8    | Sergej Ivanov     | Team Katusha  | s.t.     |
| 9    | Rubén Pérez       | Euskaltel     | s.t.     |
| 10   | Marco Pinotti     | Columbia-HTC  | s.t.     |

## Punteggi UCI
| Pos. | Corridore         | Squadra      | Punti |
| ---- | ----------------- | ------------ | ----- |
| 1    | Carlos Barredo    | Quick Step   | 80    |
| 2    | Roman Kreuziger   | Liquigas     | 60    |
| 3    | Mickaël Delage    | Silence      | 50    |
| 4    | Peter Velits      | Team Milram  | 40    |
| 5    | Ryder Hesjedal    | Garmin       | 30    |
| 6    | Filippo Pozzato   | Team Katusha | 22    |
| 7    | Christophe Riblon | AG2R La Mon. | 14    |
| 8    | Sergej Ivanov     | Team Katusha | 10    |
| 9    | Rubén Pérez       | Euskaltel    | 6     |
| 10   | Marco Pinotti     | Columbia-HTC | 2     |

| Pos. | Squadra                | Punti |
| ---- | ---------------------- | ----- |
| 1    | Quick Step             | 80    |
| 2    | Liquigas               | 60    |
| 3    | Silence-Lotto          | 50    |
| 4    | Team Milram            | 50    |
| 5    | Team Katusha           | 32    |
| 6    | Team Garmin-Slipstream | 30    |
| 7    | AG2R La Mondiale       | 14    |
| 8    | Euskaltel-Euskadi      | 6     |
| 9    | Team Columbia-HTC      | 2     |

| Pos. | Nazione    | Punti |
| ---- | ---------- | ----- |
| 1    | Spagna     | 86    |
| 2    | Francia    | 64    |
| 3    | Rep. Ceca  | 60    |
| 4    | Slovacchia | 40    |
| 5    | Canada     | 30    |
| 6    | Italia     | 24    |
| 7    | Russia     | 10    |